# Corynoptera luteola
Corynoptera luteola är en tvåvingeart som först beskrevs av Franklin William Pettey 1918.  Corynoptera luteola ingår i släktet Corynoptera och familjen sorgmyggor. Inga underarter finns listade i Catalogue of Life.